# Káto Samikó
Káto Samikó ( grec moderne : Κάτω Σαμικό, soit "bas Samiko ") est un village de l'unité municipale de Skillounta, en Élide, en Grèce. Il est situé à 2 km de la mer Ionienne, 3 km au sud-est de Samiko, 6 km sud-ouest de Krestena, 8 km au nord-ouest de Zacháro et 20 km au sud-est de Pyrgos. 494 personnes vivent en 2011 dans ses limites, dont 428 dans le village principal et d'autres dans les hameaux de Kleidi et Fragkokklisia. La route nationale grecque 9 (E55, Patras - Pyrgos - Kyparissia) et le chemin de fer reliant Pyrgos à Kalamata traversent le village. Káto Samikó a été endommagé par les incendies de forêt en Grèce en 2007. Les ruines de l'ancienne Samicum se trouvent à l'intérieur des limites de l'unité municipale. . 

## Population
| Année | Village | Village et voisinage |
| ----- | ------- | -------------------- |
| 1981  | 416     | -                    |
| 1991  | 515     | -                    |
| 2001  | 475     | 531                  |
| 2011  | 428     | 494                  |